# Closterocerus cardigaster
Closterocerus cardigaster är en stekelart som först beskrevs av Masi 1917.  Closterocerus cardigaster ingår i släktet Closterocerus och familjen finglanssteklar. Inga underarter finns listade i Catalogue of Life.